# Czoghamisz
Czoghamisz (pers. چغاميش) – miejscowość w Iranie, w ostanie Chuzestan. W 2006 roku miejscowość liczyła 1967 mieszkańców w 380 rodzinach.